# Grand View-on-Hudson
Grand View-on-Hudson, även Grand View, är en ort (village) i Rockland County i delstaten New York. Vid 2020 års folkräkning hade Grand View-on-Hudson 246 invånare.
Betty Friedan skrev Den feminina mystiken i Grand View-on-Hudson och en plakett avtäcktes 2011 i för att hedra Friedans roll i grundandet av den moderna kvinnorörelsen, både som feministisk författare och medgrundare till National Organization for Women.